# Sumbergayam (Kragan)
Sumbergayam is een bestuurslaag in het regentschap Rembang van de provincie Midden-Java, Indonesië. Sumbergayam telt 1440 inwoners (volkstelling 2010).